# Líbia (filla d'Èpaf)
D'acord amb la mitologia grega, Líbia (en grec antic Λιβύη, Libié) va ser una nimfa filla d'Èpaf, rei d'Egipte, i de Memfis. Està vinculada amb Io, de qui és neta.
Estimada per Posidó, va ser la mare d'Agenor i de Belos, els dos herois mítics de Fenícia i Egipte. També se li atribueix la maternitat de Lèlex i de Telefaassa. Va donar nom al país del nord d'Àfrica.
Hi ha algunes variants d'aquesta tradició. de vegades se la considera filla d de la nimfa Io, i no la seva neta. Amb Posidó va tenir Eniali (que és un epítet d'Ares), Busiris el tirà egipci, Lèlex i Fènix, el fill d'Agenor, que normalment és considerat el seu net. Una tradició més recent, considerava Líbia una filla d'Oceà i germana d'Àsia, Europa i Trace, l'heroïna epònima de Tràcia.